# Біла Гора (Краматорський район)
Бі́ла Го́ра — село Костянтинівської міської громади Краматорського району Донецької області, України.

## Загальні відомості
Відстань до центру громади становить близько 11 км і проходить автошляхом місцевого значення. Розташоване на обох берегах річки Наумиха. Землі Білої Гори межують із територією села Андріївка Бахмутського району Донецької області.

## Історична довідка
Поселення на місці сучасного села фігурують ще в кінці XVIII століття. На мапі 1830 року на річці Наумиха одночасно існують два поселення - хутір Кашерянінова та село Петровка.
У подвірному переписі Бахмутського повіту 1794 року значиться поселення Кашеряніновка поміщика прапорщика Клима Данилова Кашерянінова.
В описі Бахмутського повіту 1798 року на лівому березі річки Наумової, на пагорбі біля ставка значиться село Шаталовка та Петровка у спільній власності прапорщика Федора Каширіна та поручника Тонкого, де проживало 19 чоловіків та 19 жінок. Також записаний млин та дерев’яний панський будинок. Земля описується як староглиниста та кам’яниста, але здатна до засівання хлібом.
У статистичних відомостях Бахмутського повіту від 1886 року серед землевласників хутора Біла Гора значиться міщанка Новікова Т.Л. власниця 450 десятин землі. Також 26 волів, 8 коней, 25 корів та 7 свиней. Зазначено, що прибутки вона отримує з саду (до 100 рублів) та з молочного господарства (до 500 рублів).
На мапі 1888 року на місці села значаться декілька безіменних хуторів на обох берегах річки.
На лівому березі на початку XX століття розташовувався хутір Ново-Артемівськ (пізніше - Ново-Артемівка). Першою згадкою про хутір Ново-Артемівськ є запис від 1926 року, коли до складу Олександро-Шультинської сільської ради увійшли: село Олександро-Шультине, хутір Кам’яноватський, хутір Наумиха, хутір Ново-Артемівськ (Біла Гора), хутір Ново-Павлівка, хутір Петрівка №1, колонія Шультине, залізнична станція Диліївка, залізничний блокпост Шультине та залізнична будка №985.
На хуторі Ново-Артемівськ (Біла Гора) проживало 115 мешканців (58 чоловіків та 57 жінок), з яких всі значаться як українці. На хуторі Наумиха - 33 мешканця (17 чоловіків та 16 жінок), також всі українці.
1936 року до Олександро-Шультинської сільської ради увійшли: село Олександро-Шультине, залізнична будка 154 км, Диліївка, хутір Каменоватський, хутір Наумиха, хутір Ново-Артемівка, приміське господарство Шкірзаводу, радгосп Укрм’ясо, колонія Шультине, залізничний блокпост Шультине.
Хутір Біла Гора підпорядковувався Диліївській сільській раді, до якої також входили: хутір Ближня Диліївка, хутір Дальня Диліївка, хутір Петрівка та хутір Піщановка.
1963 року в селі Біла Гора була закрита початкова школа, у зв’язку з відкриттям восьмирічної школи в селі Диліївка.
17 липня 1964 року з облікових даних адміністративно-територіального поділу остаточно виключають населені пункти Новоартемівка та Дальня Диліївка Олександро-Шультинської сільської ради.
22 вересня 1965 року центр Олександро-Шультиньскої сільської ради переносять до села Іванопілля, а сільська рада стає Іванопільською.
На північному сході поблизу села розташовується ділянка Регіонального ландшафтного парку «Клебан-Бик» - «Біла гора» площею 134,7 га. На її території також розташовується ділянка «Урочище Рідкодуб» (також Рідкодуб’я) площею 52,3 га.

## Населення
За даними перепису 2001 року населення села становило 78 осіб, із них 38,46 % зазначили рідною мову українську та 61,54 % — російську.